# 금광초등학교 (경기)
금광초등학교는 대한민국 경기도 안성시 금광면 금광리에 있는 공립 초등학교이다.

## 학교 연혁
- 1932년 12월 5일 금광공립보통학교 개교(복식 4년제 2학급, 설립인가 9월 2일)
- 1938년 4월 1일 금광공립심상소학교로 개칭
- 1941년 4월 1일 금광공립국민학교로 개칭
- 1981년 3월 10일 병설유치원 개원
- 1995년 3월 1일 대문분교장 개설
- 1996년 3월 1일 대문분교장 통폐합
- 1996년 3월 1일 금광초등학교로 개칭
- 2000년 9월 1일 조령분교장 편입

## 분교장
- 조령분교

## 참고 자료
- 금광초등학교 - 한국교육학술정보원 학교알리미
- 금광초등학교조령분교장 - 한국교육학술정보원 학교알리미